# Dave Inkpen
David John „Dave“ Inkpen (* 4. September 1954 in Edmonton, Alberta) ist ein ehemaliger deutsch-kanadischer Eishockeyspieler, der unter anderem vier Jahre in der World Hockey Association aktiv war. Zum Abschluss seiner Karriere spielte er fünf Jahre lang in Deutschland, hauptsächlich für den EHC Essen.

## Karriere
Dave Inkpen war in seinem dritten Jahr bei den Edmonton Oil Kings in der Western Canada Hockey League, als er im Jahr 1974 in den Entry Drafts beider nordamerikanischer Top-Ligen ausgewählt wurde. Die Rechte für die National Hockey League (NHL) sicherten sich in der achten Runde die New York Islanders, im WHA Amateur Draft wählten ihn die Cincinnati Stingers in der zweiten Runde.
Sein erstes Profijahr verbrachte Inkpen im Franchise der Islanders. Er wurde bei den Flint Generals und Des Moines Capitols in der International Hockey League (IHL) sowie bei den Fort Worth Texans in der Central Hockey League (CHL) eingesetzt. Zur Saison 1975/76 wurde er dann jedoch in den Kader der Cincinnati Stingers aus der World Hockey Association (WHA) berufen. Vier Jahre lang lief er in der Konkurrenzliga zur NHL auf, dabei wechselte er mehrfach das Team: Zunächst kam er während der Spielzeit 1976/77 zu den Indianapolis Racers. In der Saison 1977/78 wurde er dann zunächst zu den Edmonton Oilers in seine Heimatstadt und wenig später zu den Nordiques de Québec transferiert.
Im Sommer 1978 kehrte Inkpen nach Indianapolis zurück, wo zeitgleich Wayne Gretzky seine Profikarriere begann. Nachdem das Franchise aus finanziellen Gründen im Dezember 1978 aufgelöst worden war, kam der Verteidiger zunächst bei den Springfield Indians aus der American Hockey League unter, bevor er zum WHA-Team der New England Whalers weiterzog. Mit der Eingliederung der Whalers in die NHL im Sommer 1979 verzichteten die New York Islanders auf ihre Rechte aus dem Draft.
Inkpen kam in der NHL jedoch nicht zum Zuge, sodass er die Saison 1979/80 erneut bei den Springfield Indians verbrachte. Anschließend wechselte er nach Deutschland, wo er vier Jahre lang für den EHC Essen in der 2. Bundesliga auflief. In der Saison 1981/82 wurde er mit der Mannschaft Zweitliga-Meister, verpasste den Aufstieg in die Bundesliga in der Relegationsrunde aber deutlich. Im Sommer 1984 wechselte er für eine Spielzeit zum Bundesligisten ECD Iserlohn, bevor er 1985 seine Karriere beendete.

## Erfolge und Auszeichnungen
- 1982 Meister der 2. Bundesliga mit dem EHC Essen

## Karrierestatistik
(Legende zur Spielerstatistik: Sp oder GP = absolvierte Spiele; T oder G = erzielte Tore; V oder A = erzielte Assists; Pkt oder Pts = erzielte Scorerpunkte; SM oder PIM = erhaltene Strafminuten; +/− = Plus/Minus-Bilanz; PP = erzielte Überzahltore; SH = erzielte Unterzahltore; GW = erzielte Siegtore; 1 Play-downs/Relegation; Kursiv: Statistik nicht vollständig)